# Emardo Hantelmann
Emardo Christian Hantelmann Godoy (San Miguel, 2 de julio de 1976) es un ingeniero forestal y político chileno, militante de Renovación Nacional (RN). Se desempeñó como delegado presidencial de la Región Metropolitana de Santiago entre octubre de 2021 y marzo de 2022, subsecretario General de Gobierno entre 2018 y 2021 bajo el segundo mandato del presidente Sebastián Piñera. 
Fue director de la Dirección de Medio Ambiente, Aseo y Ornato de la Municipalidad de Puente Alto y concejal por dos periodos consecutivos en esa comuna, entre 2012 y 2018.

## Biografía

### Vida personal y estudios
Es uno de los tres hijos del matrimonio compuesto por Lucila del Carmen Godoy y Emardo Hantelmann, un colono alemán asentado en Valdivia. Nació en San Miguel, a los nueve años se mudó junto a su familia a Santiago a la comuna de Puente Alto. Está casado con Mónica Terrada y tiene tres hijas: Bernardita, Lourdes y María Belén.
En 2013 se unió al cuerpo de Bomberos de Chile, específicamente a la 3ª Compañía de Bomberos de Puente Alto. Donde actualmente es bombero voluntario de la institución. 

### Carrera profesional
Tras terminar la enseñanza media ingresó a estudiar ingeniería forestal en la Universidad de Chile de donde egresó y se especializó en el diseño de espacios públicos para la prevención de la delincuencia.
Militante de Renovación Nacional (RN), fue elegido presidente distrital por primera vez en 2016, manteniendo ese cargo hasta 2018. Actualmente es consejero general del partido, además de presidente de la directiva comunal de Renovación Nacional en Puente Alto.
En 2003 ingresó a trabajar a la Municipalidad de Puente Alto, posteriormente estuvo a cargo del Departamento de Áreas Verdes, siendo responsable de la administración de más de 2.5 millones de metros cuadrados de áreas verdes. Años más tarde, sería designado director de Medio Ambiente, Aseo y Ornato de la misma municipalidad, administrando un presupuesto de más $10.000 millones anuales y un equipo de 1.500 personas.
Esta larga trayectoria y experiencia le permitió en 2012, y representando a RN, ser electo como concejal de Puente Alto, alcanzando la segunda mayoría nacional para las elecciones municipales de ese año, cargo por el que fue reelecto en 2016 y que desempeñó hasta febrero de 2018.
Fue asesor legislativo en la Comisión de Transporte y Telecomunicaciones del Senado, destacándose en temas ambientales y municipales.
El 11 de marzo de 2018 fue designado por el presidente Sebastián Piñera para el cargo de subsecretario General de Gobierno, sucediendo a Omar Jara.

### Hitos

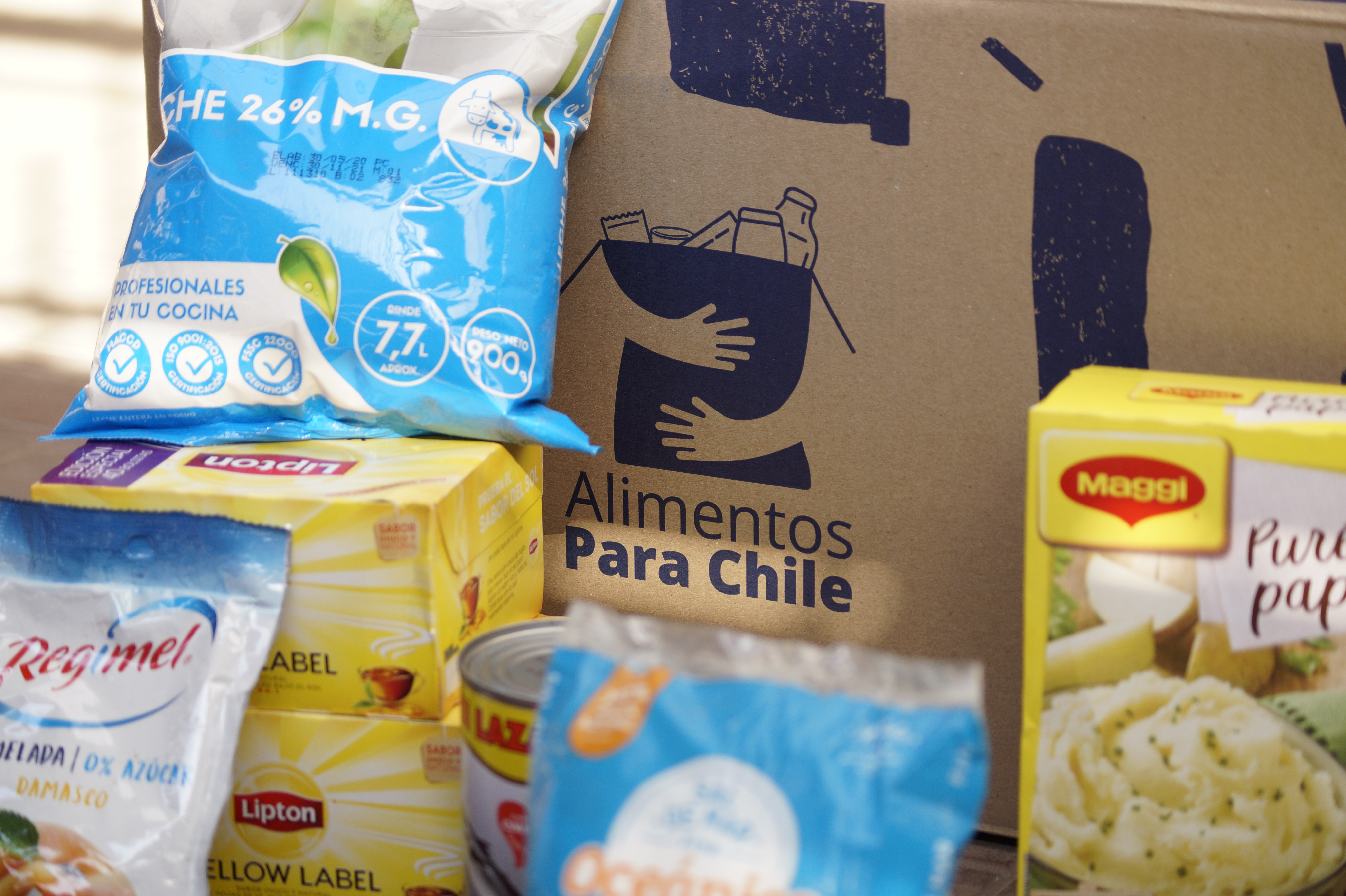
Caja de Alimentos - Alimentos para Chile

Como Subsecretario General de Gobierno, Emardo Hantelmann coordinó la primera y segunda entrega de cajas del Gobierno, como parte de la campaña “Alimentos para Chile”, las cuales sumaron más de 5.5 millones de unidades a lo largo de las 16 regiones del país durante 2020. La orden de entrega de estas cajas fue realizada en dos fases, la primera en mayo con 2.5 millones de canastas de alimentos y julio con un total de 3 millones de unidades. 
Esta labor fue encomendada exclusivamente por el Presidente Sebastián Piñera a Hantelmann, el cual requirió de una logística a gran nivel, en la que el Subsecretario debió realizar decenas de reuniones con diferentes autoridades, tales como miembros del Ejército, Ministros, intendentes, gobernadores y alcaldes, entre otros, para coordinar diferentes los distintos aspectos logísticos de la entrega. 
Fue así como también apoyó la logística para la realización de la vacunación nacional contra el Covid-19.

## Historial electoral

### Elecciones municipales de 2012
- Elecciones municipales de 2012 para el Concejo Municipal de Puente Alto